# Indalecio Sarasqueta
Indalecio León Sarasqueta Uriarte (1860 - 1900), conocido como Chiquito de Éibar y Azipiri txiki, también llamado El chiquito, fue un pelotari español.
Indalecio Sarasqueta, nombre por el que se le conoce, fue un importante pelotari de finales del siglo XIX. Se le apodó Txikito de Eibar (escrito en grafía actual eusquérica) y Aizpiri Txiki; este apelativo lo recibió en el comienzo de su carrera deportiva y hace referencia al caserío donde se crio, el caserío Aizpiri de la localidad vasca de Éibar. Jugó en los frontones de todo el mundo. El periodista y escritor de la época Antonio Peña y Goñi lo describe, en su libro La Pelota y los Pelotaris (1892), con las siguientes palabras: 

El jugador de pelota más maravilloso, más artista y más popular de cuantos yo he conocido y admirado, del que puede decirse que regeneró el juego vascongado, elevándolo a una altura jamás, en mi concepto, alcanzada por nadie.

Sus características físicas eran las siguientes: persona de baja estatura, figura elegante y delicada complexión, le valió que le pusieran el sobrenombre de txikito (en euskera significa pequeño).

## Biografía
Indalecio Sarasqueta nació el 22 de mayo de 1860 en la localidad vizcaína de Durango (País Vasco, España), hijo de los eibarreses Julián de Sarasqueta y de Braulia de Uriarte, que residían en el caserío Aizpiri (caserío del que también es descendiente el empresario y relevante fabricante de escopetas Víctor Sarasqueta, conocido por Bittor Azpiri). El abuelo materno era natural de Durango, en donde vivía con su esposa, natural esta de Éibar. La madre de Indalecio Sarasqueta, siguiendo la costumbre, se trasladó a casa de su madre para dar a luz. Pronto la familia se volvió a reunir en el hogar familiar de Éibar, en donde se crio el futuro pelotari.
Después de granjearse fama en el País Vasco y España, se fue a Argentina, en donde se hizo muy popular y consiguió vencer a todos los pelotaris, tanto argentinos como vascos. Regresó a España en 1894, ya perdidas las facultades físicas, y volvió a Argentina para trabajar como intendente en el Frontón Nacional hasta su cierre. 
En los últimos años de su vida ejerció de interventor en diferentes frontones españoles, participando en algunos desafíos y actos benéficos. Murió enfermo de tuberculosis en Éibar el 1 de abril de 1900.

## La carrera deportiva
Comenzó su carrera deportiva en 1876, con 16 años de edad, irrumpiendo en el panorama pelotazale de una forma brusca. El 26 de julio de 1876 vencía en Éibar en la especialidad de a mano, al cura Laba, de Marquina, tomando relevancia de inmediato. En agosto se enfrentaron de nuevo en Bilbao, donde de nuevo venció.
En 1877 jugó varios partidos en la especialidad de pala, entre ellos contra, hasta entonces invencible, Bishimodu, a quién venció al igual que a Carricalushe, también palista de importancia. De la pala pasó al guante en las especialidades largo y corto, en donde su dominio se hizo notar. Peña y Goñi dice; 

Después de la pala, vino el guante, lo mismo el largo que el corto, y luego la cesta; y el maravilloso  pelotari lo absorbió todo, dominó todos los juegos, la punta, el remonte; despertó entusiasmo delirante en las tres provincias vascongadas, en Navarra, en la Rioja, en San Juan de Luz, y pasó una vez por Madrid...

Al año siguiente aceptó el reto que le planteó un pelotari francés que le imponía la condición de dar siempre al aire con la derecha y solo utilizar la izquierda para devolver el bote; el contrincante mantenía todas sus habilidades. El partido, jugado en San Sebastián a 50 tantos, lo ganó el de Éibar por 27 a 50. Ese mismo año disputó varios partidos en donde se obligaba a ciertas taras, saliendo vencedor de todos ellos. Dominó todas las especialidades del juego y con todas la variantes, venciendo a todos los pelotaris referentes y relevantes de la época.
En 1858 se introdujo desde el País Vasco Francés la especialidad de cesta. Txikito de Eibar desarrolló dicha especialidad hasta hacerla de una vistosidad e importancia tal que se introdujo en frontones importantes como el de Madrid.

### En Argentina
En 1884 viaja a Buenos Aires y se enfrenta contra Paysandú, un gran jugador argentino muy popular, venciéndolo en un partido a 80 tantos en la especialidad del guante cuadrado y pelotas de "traer y traer" (cada jugador juega con la pelota que él elija). Las características de la pelota que Paysanyú usaba, muy dura y viva, y la fuerza de su saque hacían a este pelotari invencible (antes del partido contra Chiquito hizo un ensayo con varios pelotaris y venció a todos ellos). Tras un comienzo complicado Chiquito logró hacerse con el partido, ganándolo de forma tal que cuando logró los 80 tantos el argentino se había quedado en la mitad.
Los enfrentamientos con pelotaris argentinos y vascos en las canchas de Buenos Aires le granjearon una gran popularidad por toda Argentina. En 1886 volvió a España ya físicamente debilitado, lo que le obligó a retirarse de la pelota profesional después de perder algunos enfrentamientos.
Volvió a Buenos Aires para trabajar como intendente en el Frontón Nacional hasta su cierre en 1894, año en que regresó a su tierra natal.

### Los últimos años
Desde su regreso definitivo de Argentina en 1894  Indalecio Sarasqueta trabajó como intendente en varios frontones españoles, como el Beti Jai madrileño, el Euskalduna de Bilbao y el Frontón Condal de Barcelona. Siguió apareciendo en las canchas en partidos de desafío y benéficos, en algunos de ellos acompañado por un hijo suyo, en los que lograba demostrar su calidad. Prefería jugar a pala antes que a otras especialidades, ya que en esta era donde mantenía mejor nivel.
Muy enfermo de tuberculosis, se retiró totalmente, pasando dificultades económicas que fueron mitigadas por la solidaridad de compañeros del mundo pelotazale (aficionados a la pelota). El 1 de abril de 1900 moría en su domicilio eibarrés de la calle Elgeta-kale, en la casa conocida como Olave.